# Verliebt in eine Hexe
Verliebt in eine Hexe (Originaltitel Bewitched) ist eine US-amerikanische Fernsehserie. Die Serie wurde vom Sender ABC in den Jahren 1964 bis 1972 gesendet.

## Handlung
Die Handlung dreht sich um das Familienleben der Hexe Samantha Stephens und ihres nicht magisch begabten Ehemanns Darrin. Samanthas Mutter Endora missbilligt die Ehe mit Darrin, dessen Namen sie immer wieder falsch ausspricht. Darrin selbst ist der typische aufstrebende Amerikaner, er arbeitet in einer Werbeagentur. Sein Chef, Larry Tate, ist ein aalglatter, ältlicher und opportunistischer Geschäftsmann, der Darrin sofort im Stich lässt, wenn es um Geld und Aufträge geht. In Krisensituationen deckt er Darrin nie den Rücken. Trotzdem ist die Rolle sympathisch und humorvoll angelegt.
Gladys und Abner Kravitz, Darrins und Samanthas Nachbarn, sind ein älteres jüdisches Ehepaar — sie eine Klatschbase, die gern den Stephens nachspioniert, er ein resignierter, genervter Rentner, der seine Ruhe haben will und seine Frau für leicht verrückt hält. Ein Running-Gag besteht darin, dass Gladys viel von Samanthas Zaubereien mitbekommt, ihren Mann aber nie von diesen übersinnlichen Phänomenen überzeugen kann.
Weitere wichtige Figuren sind Samanthas liebenswerte und senile Tante Clara, die immer alles falsch macht, und ihr Onkel Arthur, ein Freund von Kalauern und schlechten Zauberscherzen. Ab Staffel 2 taucht die Tochter der Stephens auf, Tabitha (bis Staffel 5 Tabatha geschrieben), die aber nicht in allen Folgen präsent ist. Sie kommt nach der Mutter und kann auch hexen. Ein Sohn, Adam, wird in Staffel 6 geboren, der zum Entsetzen von Darrin ebenfalls zaubern kann.
In der sechsten Staffel kam das verwirrte magische Hausmädchen Esmeralda dazu, die, genau wie Tante Clara, Probleme mit ihrer Zauberkraft hat. Die Rolle wurde nach dem Tod der Clara-Darstellerin Marion Lorne im Jahr 1968 eingeführt, hiermit wurde also die Lücke des Rollenparts einer „schusseligen“ Hexe geschlossen.
Elizabeth Montgomery spielt in einigen Szenen eine Doppelrolle als verruchte schwarzhaarige Cousine Serena (ab Staffel 2). Ihr Verhältnis zu Darrin ist ambivalent und schwankt zwischen Ekel und Faszination. Elizabeth Montgomery wählte für diese Rolle das Pseudonym Pandora Spocks – nahezu gleichlautend mit dem englischen Begriff „Pandora’s Box“.
Die Hauptschauplätze sind das Haus der Stephens sowie Darrins Büro. Nur selten sieht man die Familie auf Reisen oder in anderen Zeitebenen.
Am Ende verwirrender Turbulenzen steht in den Folgen meist die Versöhnung des Paares mit einem Kuss, ganz im Sinne der klassischen Komödie, mitunter wird aber auch mit dieser Erwartung gespielt und ein überraschender Schluss entwickelt.

## Bedeutung
Im Gegensatz zu anderen „Fantasy-Sitcoms“ wie z. B. Bezaubernde Jeannie hat Verliebt in eine Hexe ihre Wurzeln eher in der traditionellen Liebespaar-Screwball-Komödien-Tradition, wie sie im Kino Ernst Lubitsch, George Cukor oder Howard Hawks geprägt haben. Die Zauberei der verzweifelten Ehefrau Samantha wird hier zum Korrektiv-Versuch, die Absurdität des gewöhnlichen Alltags aufzuheben — eine Umkehrung des Komödienprinzips also. Da sich die Biographie der Stephens in gewissem Grade weiterentwickelt und damit keine stagnierenden Typen geschaffen wurden, stellt die Sitcom bei allem Traditionsbewusstsein auch einen Meilenstein in der Fernsehgeschichte dar — hier wurden nicht nur neue Formen der Serien- und Situationskomödie ausprobiert, sondern auch erstmals Tabus gebrochen. Zum ersten Mal schläft ein Ehepaar auf dem Bildschirm zusammen in einem Bett, und zum ersten Mal wird das Getrennt-Leben eines Paares wohlwollend demonstriert (Samanthas Eltern).

## Synchronisation
Bedingt durch die unterschiedlichen Ausstrahlungsphasen im deutschen Fernsehen (1970er, 1980er und 1990er Jahre) gab es drei Phasen der Synchronisierung. 47 Folgen der ersten beiden Staffeln sind nie synchronisiert worden. Man beschränkte sich auf 25 Folgen. Für die Ausstrahlung im ARD-Regionalprogramm wurden insgesamt 86 Folgen (26 in s/w, 60 in Farbe) synchronisiert; weitere 119 Folgen ließ die Kirch-Gruppe erst in den späten 1980er Jahren synchronisieren. 25 in schwarzweiß produzierte Folgen aus den ersten zwei Staffeln wurden im deutschen Fernsehen seit 1968 nicht mehr gezeigt, auch nicht im Pay-TV. Die deutsche Synchronisation verzichtete auf die feinen Anspielungen und die Komplexität der Screwball-Comedy, weil die Ausstrahlung von Verliebt in eine Hexe sich in Deutschland vor allem an Kinder richtete. Außerdem ersetzte man in den später synchronisierten Folgen den originalen Soundtrack oft durch eine neue Begleitung von Fred Strittmatter und Quirin Amper jr., die bereits für die deutsche Version der Bezaubernden Jeannie verwendet worden war. Die Lacher wurden, wie damals allgemein üblich, ganz eliminiert. Dass die deutsche Synchronisation vom Original in vielen Details abweicht, lässt sich schon an der Übertragung des Originaltitels Bewitched (verhext, verzaubert) ablesen. Die spätere deutsche Fassung verändert sogar die Struktur der Folgen, die normalerweise von einem Handlungs-Opener, also einer vorbereitenden Szene eröffnet werden und dann im Titeltrickfilm münden. Danach beginnt die eigentliche Folge. In den deutschen Fassungen beginnt die Folge meist gleich mit dem Trickfilm.
Im März 2010 sind die Staffeln 1–8 auf DVD erschienen, so dass man auch im deutschen Sprachraum die Originale (mit Untertiteln) sehen kann.
| Schauspieler                   | Rolle             | Synchronsprecher |
| ------------------------------ | ----------------- | --- |
| Elizabeth Montgomery           | Samantha Stephens | Ingeborg Wellmann (1. Stimme) Karin Buchholz (2. Stimme) Sabine Sebastian (3. Stimme)                                 |
| Dick York (1. Darsteller)      | Darrin Stephens   | Michael Chevalier (1. Stimme) Hans-Jürgen Dittberner (2. Stimme)                                                      |
| Dick Sargent (2. Darsteller)   | Darrin Stephens   | Hans-Jürgen Dittberner                                                                                                |
| Agnes Moorehead                | Endora            | Tilly Lauenstein |
| Erin & Diane Murphy            | Tabitha Stephens  | |
| George Tobias                  | Abner Kravitz     | Hellmut Grube (1. Stimme) Kurt Mühlhardt (2. Stimme) Harry Wüstenhagen (3. Stimme)                                    |
| Alice Pearce (1. Darstellerin) | Gladys Kravitz    | Siegrid Hackenberg |
| Sandra Gould (2. Darstellerin) | Gladys Kravitz    | Lola Luigi (1. Stimme) Margot Rothweiler (2. Stimme)                                                                  |
| David White                    | Larry Tate        | Wolfgang Amerbacher (1. Stimme) Friedrich Schoenfelder (2. Stimme) Peter Schiff (3. Stimme) Andreas Hanft (4. Stimme) |
| Irene Vernon (1. Darstellerin) | Louise Tate       | |
| Kasey Rogers (2. Darstellerin) | Louise Tate       | Elisabeth Ried (1. Stimme) Marianne Lutz (2. Stimme)                                                                  |
| Marion Lorne                   | Tante Clara       | Ursula Krieg (1. Stimme) Ursula Diestel (2. Stimme)                                                                   |
| Alice Ghostley                 | Esmeralda         | |
| Maurice Evans                  | Maurice           | Eric Vaessen (2. Stimme)                                                                                              |
| Paul Lynde                     | Onkel Arthur      | Heinz Petruo (1. Stimme) Klaus Jepsen (2. Stimme)                                                                     |

## Kinofilm
2005 wurde, basierend auf der Serie, der Kinofilm Verliebt in eine Hexe mit Nicole Kidman und Will Ferrell gedreht.

## Staffeln
Die Serie wurde in acht Staffeln (252 Folgen) produziert. Eine Folge hat die übliche Sitcom-Länge von ca. 23–24 Minuten. Alle Folgen zusammen sind 100 Stunden lang. Man kann sie in drei Phasen einteilen:
A – Schwarzweiß-Staffeln
- Staffel 1: 36 Folgen. 17. September 1964 – 3. Juni 1965
- Staffel 2: 36 Folgen + 2 Wiederholungen aus Staffel 1 mit neuem Opener. 16. September 1965 – 9. Juni 1966

B – Farbe, mit Dick York als Darrin
- Staffel 3: 33 Folgen. 19. September 1966 – 4. Mai 1967
- Staffel 4: 33 Folgen. 7. September 1967 – 16. Mai 1968
- Staffel 5: 30 Folgen. 26. September 1968 – 24. April 1969

C – Farbe, mit Dick Sargent als Darrin
- Staffel 6: 30 Folgen. 18. September 1969 – 15. April 1970
- Staffel 7: 28 Folgen. 24. September 1970 – 22. April 1971
- Staffel 8: 26 Folgen. 15. September 1971 – 25. März 1972